# Oligoterapia
La oligoterapia es una forma de pseudoterapia enmarcada dentro de las terapias de energía de la medicina alternativa basada en "elementos dinamizados o elementos vibracionales".[cita requerida]

## Historia
Los primeros datos históricos se remontan a 6000 años antes de cristo con los sacerdotes caldeos[cita requerida]. Existen referencias más contrastadas del siglo XIII, donde Arnauld de Villeneuve daba trozos de esponja marina a personas que presentaban bocio[cita requerida]. Personajes ilustres en la historia de la medicina y la salud como Gabriel Bertrand (siglo XIX) y Jacques Menetrier (principios del siglo XX) fueron los padres de la oligoterapia moderna.[cita requerida]

## Explicación
Este sistema se basa en el uso de oligoelementos para restablecer o mejorar diferentes alteraciones fisiológicas del organismo. Recordemos que los oligoelementos son elementos minerales que están en nuestro organismo en cantidades muy pequeñas, pero que son imprescindibles para que se produczan correctamente las reacciones bioquímicas de nuestro metabolismo. Actúan como catalizadores enzimáticos y equilibran reacciones fisiológicas del organismo.[cita requerida]
Según los seguidores de la oligoterapia, existen 2 grupos de oligoelementos:
- Los principales o Diatésicos: son el grupo más relevante ya que se relacionan con los "Terrenos humanos" (mirar más abajo). Existe la Diatésis I (Hiperreactiva) relacionada con el Manganeso (Mn), la Diátesis II (Hiporreactiva) relacionada con el Manganeso-Cobre (Mn-Cu), la Diátesis III (Diatónica) relacionada con el Manganeso-Cobalto (Mn-Co), la Diátesis IV (Anérgica) relacionada con el Cobre-Oro-Plata (Cu-Au-Ag) y la Diátesis V (Síndrome desadaptación) relacionada con el Zinc-Cobre (Zn-Cu) y el Zinc-Níquel-Cobalto (Zn-Ni-Co).
- Los secundarios: son los oligoelementos no diatésicos que tienen unas funciones específicas en cualquier tipo de Terreno humano. Algunos ejemplos: el aluminio, el bismuto, el cobalto, el níquel, etc. Dentro del grupo de los oligoelementos secundarios encontramos minerales que se encuentran en el organismo en cantidades importantes como el magnesio o el fósforo. [cita requerida]

El sistema de la oligoterapia está directamente e indisociablemente vinculado al estudio de los "Terrenos Humanos". Dichos Terrenos componen el corpus de conocimiento que engloba las diferentes Tipologias (asténica, atlética y pícnica), Constituciones (carbónica, fosfórica, sulfúrica y fluórica), Temperamentos (bilioso, nervioso, sanguíneo, linfático y ráquideo), las propias Diátesis (I, II, III, IV, V), y otras. Cada una de ellas, tiene unas determinadas características muy específicas referentes a particulares tendencias mórbidas, predominio de un tipo de tejido embrionario, tendencias conductuales psicológicas, tropismos alimentarios, etc.[cita requerida]
El estudio exhaustivo de una persona para identificar su Terreno es una tarea previa y necesaria para descubrir que oligoelementos puede necesitar, para mejorar su salud y equilibrar sus reacciones fisiológicas.[cita requerida]